# Torralba del Pinar
Torralba del Pinar ist eine Gemeinde (Municipio) mit 59 Einwohnern (Stand: 2024) in der Provinz Castellón in der spanischen autonomomen Region Valencia. 

## Geographie
Torralba del Pinar liegt etwa 38 Kilometer westlich der Provinzhauptstadt Castellón de la Plana und etwa 60 Kilometer nördlich von Valencia im Bezirk Alto Mijares in einer Höhe von ca. 730 m. 

## Sehenswürdigkeiten
- Burganlage von Vialeva

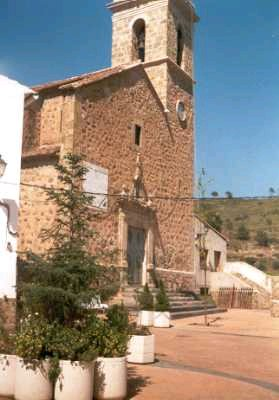
Kirche Verklärung des Herrn
- Barbarakapelle

- Kirche Verklärung des Herrn